# Kunsthalveg - Skagens Museum
Kunsthalveg - Skagens Museum er en dansk dokumentarfilm fra 1991.

## Handling
Denne artikel mangler et handlingsreferat. Hjælp os med at skrive det.